# Marcus Gjøe Rosenkrantz
Marcus Gjøe Rosenkrantz (1762-1838), est un homme d'État. Il est le premier Ministre d'État de la Norvège, entre 1814 et 1815. Il était avocat et a étudié à l'Université de Copenhague.

## Source
- (en) Cet article est partiellement ou en totalité issu de l’article de Wikipédia en anglais intitulé « Marcus Gjøe Rosenkrantz » (voir la liste des auteurs).